# مارك ديفيز (كاهن كاثوليكي)
مارك ديفيز (بالإنجليزية: Mark Davies)‏ هو كاهن كاثوليكي بريطاني، ولد في 12 مايو 1959 في مانشستر في المملكة المتحدة.